# Komplementsatz
Als Komplementsatz (von lateinisch complēmentum ‚Ergänzung‘) werden in der Grammatik untergeordnete Sätze bezeichnet, die von der Valenz eines Elements im Hauptsatz erfordert werden. Die häufigsten Formen des Komplementsatzes sind der Objektsatz und der Subjektsatz. Weniger häufig treten der Prädikativsatz sowie Komplementsätze als Ergänzung von Adjektiven oder Substantiven auf.
Je nach genauer Definition kann die Bezeichnung Komplementsatz gleichbedeutend sein mit Inhaltssatz, letzterer wird aber teilweise auch abweichend definiert.

## Unterscheidung zu Adverbialsätzen
Im Gegensatz zu Adverbialsätzen liegt die Aufgabe der Komplementsätze nicht darin, den Hauptsatz semantisch zu modifizieren, sondern ihn meistens überhaupt erst syntaktisch zu vervollständigen. Während der untergeordnete (Konzessiv-)Satz bei „Ich bin zu spät gekommen, obwohl ich mich beeilt habe.“ grammatisch nicht notwendig ist, muss der untergeordnete (Objekt-)Satz bei „Ich weiß, wann das geschehen ist.“ hinzugefügt werden, damit der Satz vollständig ist. Dies liegt daran, dass zu spät kommen ein intransitives und mithin einwertiges Verb ist: Es kann zusammen mit dem Subjekt einen vollständigen Satz bilden. Das Verb wissen ist hingegen transitiv und damit zweiwertig: Es kann nur in Verbindung mit einem Objekt und dem Subjekt einen vollständigen Satz bilden (Jemand weiß etwas); die Funktion solcher Objekte können Substantive oder Nebensätze gleichwertig einnehmen. Syntaktisch könnte der Satz „Ich weiß.“ für sich stehen, wenn im Kontext deutlich wird, was gewusst wird. Das zeigt, dass Subjektsätze und Prädikativsätze immer als Ergänzung zum Hauptsatz benötigt werden.

## Komplementsätze zu Adjektiven und Substantiven
Allerdings können nicht nur Verben Komplemente regieren. Auch bestimmte Substantive und Adjektive können Komplemente erfordern, auch wenn deren Komplemente oft leichter weglassbar sind.
Nominale Komplementsätze werden auch als Attributsätze im weiteren Sinne oder Verbletztattribute bezeichnet.
Nominale Komplementsätze als Infinitivsätze werden durch ein Komma vom Hauptsatz abgegrenzt. Wenn  ein bloßer Infinitiv vorliegt, ist das Setzen eines Kommas fakultativ. Beispiel: „Die Angst(,) aufzufallen(,) ist unbegründet.“ 

## Beispiele
ObjektsatzSie sagte, dass sie das Buch gelesen habe.
SubjektsatzHier in Rom zu sein, ist eine wunderbare Sache.
PrädikativsatzDas ist, wovon ich schon immer geträumt habe.
Adjektivaler KomplementsatzEr war sicher, dass er die Prüfung schaffen werde.
Partizipialer KomplementsatzEr ist genervt, seine Hausaufgaben zu erledigen.
Nominaler KomplementsatzEr hatte Angst, dass er die Prüfung nicht schaffen werde.